# 麥祈連
麥祈連（1938年6月25日—2025年1月底），加拿大律師、商人。
生於亞伯達省卡加利。就讀於亞伯達大學，1959年獲文學士學位，1962年獲法學士學位。
1972年創立地產投資公司麥祈連集團，並擔任董事局主席兼行政總裁。該集團擁有溫哥華電影製片廠，溫哥華最大的電影製片公司之一。曾任卑詩鐵路公司董事局主席。1994年12月任加拿大國家鐵路公司董事局主席。1983至1985年任卑詩大學校董會主席。1999年獲授予卑詩勳章。
2025年1月底逝世，享壽86歲。卑詩大學各學院師生深切哀悼。